# Jack Davis
Jack Davis (Estados Unidos, 11 de septiembre de 1930-20 de julio de 2012) fue un atleta estadounidense, especializado en la prueba de 110 m vallas en la que llegó a ser subcampeón olímpico en 1956.

## Carrera deportiva
En los JJ. OO. de Melbourne 1956 ganó la medalla de plata en los 110 m vallas, con un tiempo de 13.5 segundos que fue récord olímpico, tras su compatriota Lee Calhoun (oro con 13.5 s) y por delante de otro estadounidense Joel Shankle.